# 28193 Italosvevo
28193 Italosvevo è un asteroide della fascia principale. Scoperto nel 1998, presenta un'orbita caratterizzata da un semiasse maggiore pari a 2,1973016 au e da un'eccentricità di 0,2032159, inclinata di 6,09162° rispetto all'eclittica. Ha un diametro di 2,211 km.
È dedicato al celebre scrittore triestino Italo Svevo.